# Nicholas Monsarrat
Nicholas Monsarrat född den 22 mars 1910 i Liverpool, död 8 augusti 1979 i London var en brittisk författare. Han är mest känd för boken Det grymma havet.

## Biografi
Monsarrat utbildade sig till jurist och arbetade på advokatbyrå i två år. Han tröttnade dock på detta och blev istället frilansskribent.
Han tjänstgjorde under andra världskriget på flera skepp som gick i konvojtjänst. Efter kriget var han verksam som diplomat.
Monsarrat var gift tre gånger och bodde mot slutet av sitt liv på medelhavsön Gozo.

## Författarskapet
Monsarrat var mest känd för sina sjöromaner, men skrev böcker flera olika genrer. Han skrev också en pjäs, The Visitor.